# Lista de membros do King Crimson
King Crimson foi uma banda inglesa de rock progressivo de Londres. Formado em janeiro de 1969, o grupo originalmente incluía o baixista e vocalista Greg Lake, o guitarrista e depois tecladista Robert Fripp, o tecladista e músico de sopro Ian McDonald, o letrista Peter Sinfield e o baterista Michael Giles. Após uma série de mudanças de pessoal, o grupo se desfez em 1974, mas desde então se reformou em várias ocasiões. Na última mudança de formação em 2020, King Crimson consistia em Fripp (o único membro constante da banda), saxofonista e flautista Mel Collins (que entrou pela primeira vez em 1970), baixista Tony Levin (que entrou pela primeira vez em 1981), bateristas Pat Mastelotto (que entrou pela primeira vez em 1994) e Gavin Harrison (desde 2007), o guitarrista e vocalista Jakko Jakszyk (desde 2013) e o baterista e tecladista Jeremy Stacey (desde 2016).

## História

### 1969–1984
Depois de alguns ensaios iniciais começando no final de novembro de 1968, King Crimson foi oficialmente formado em 13 de janeiro de 1969 com uma formação de Greg Lake no baixo e vocal, Robert Fripp na guitarra, Ian McDonald nos sopros e teclados, Peter Sinfield como letrista e sintetizador ocasional. jogador, e Michael Giles na bateria. Após a gravação do álbum de estreia da banda, In the Court of the Crimson King, McDonald e Giles deixaram o King Crimson, fazendo seu último show em 16 de dezembro de 1969. Fripp, Lake e Sinfield gravaram o segundo álbum da banda, In the Wake of Poseidon, com uma formação temporária com Giles, seu irmão Peter Giles e Mel Collins. Lake então partiu para formar Emerson, Lake & Palmer, enquanto Fripp e Sinfield reconstruíram o grupo após o lançamento do álbum, finalizando a nova formação em agosto com Collins, Gordon Haskell e Andy McCulloch no lugar de McDonald, Lake e Giles, respectivamente. Depois de gravar Lizard, Haskell e McCulloch saíram.
Ian Wallace substituiu McCulloch em dezembro de 1970, e Raymond "Boz" Burrell substituiu Haskell em fevereiro seguinte. O grupo lançou Islands e voltou a fazer turnês regulares no ano seguinte, Burrell, Collins e Wallace partiram para se juntar ao novo grupo Snape de Alexis Korner em abril de 1972. Sinfield havia deixado o grupo alguns meses antes. Após o lançamento do álbum ao vivo Earthbound, Fripp reconstruiu King Crimson novamente em julho de 1972 com as adições do ex-baixista e vocalista do Family John Wetton, violinista e tecladista David Cross, ex-baterista do Yes Bill Bruford e percussionista Jamie Muir. Após o primeiro de dois shows ao vivo agendados após a conclusão do novo álbum do grupo Larks 'Tongues in Aspic, Muir deixou abruptamente o King Crimson para seguir o budismo. O quarteto restante foi lançado Starless and Bible Black em março de 1974.
Quando o grupo começou a gravar o álbum seguinte, Red, em julho de 1974, o King Crimson era um trio após a saída de Cross no final da turnê anterior. Mais tarde, em 25 de setembro, Fripp anunciou que o King Crimson havia se dissolvido oficialmente, alegando que o grupo estava "completamente acabado para todo o sempre". Após vários anos de projetos paralelos, Fripp formou um grupo chamado Discipline em abril de 1981 com o ex-baterista do King Crimson, Bruford, bem como o vocalista e guitarrista Adrian Belew, e o baixista e Tony Levin. Quando o álbum de estreia da banda, Discipline, foi lançado em outubro, eles adotaram o nome King Crimson. Essa formação permaneceu estável por três anos, lançando os álbuns seguintes Beat e Three of a Perfect Pair, antes de se separar novamente após a conclusão de um ciclo de turnê promocional em julho de 1984.

### 1994 em diante
Depois de uma pausa de dez anos, o King Crimson se reformou novamente em 1994, com Fripp, Belew, Levin e Bruford acompanhados pelo segundo baixista Trey Gunn e o segundo baterista Pat Mastelotto. Essa formação, apelidada de "Double Trio", começou a ensaiar em abril de 1994 e lançou seu único trabalho de estúdio, THRAK, no ano seguinte. Após extensas turnês, o grupo voltou ao estúdio em maio de 1997 para a gravação de seu décimo segundo álbum de estúdio, mas enfrentou dificuldades para progredir nas sessões. Em vez de se separar novamente, Fripp decidiu iniciar um processo de "fraKctalisation", dividindo os seis membros da banda em quatro "ProjeKcts" de várias formações. Cada ProjeKct realizou vários shows ao vivo e escreveu juntos, servindo como unidades de "pesquisa e desenvolvimento" para a encarnação completa do King Crimson.
The ProjeKcts gerou várias gravações de estúdio e ao vivo, que foram lançadas em 1999 como parte do box set The ProjeKcts. A essa altura, a escalação do King Crimson era uma "dupla dupla" composta por Belew, Fripp, Gunn e Mastelotto, após as saídas de Bruford e Levin. A banda lançou dois novos álbuns de estúdio, The ConstruKction of Light e The Power to Believe, antes de Gunn anunciar em novembro de 2003 que estava saindo para explorar novas oportunidades musicais. Levin voltou para ocupar seu lugar. Os ensaios subsequentemente começaram para o novo material planejado, com uma série de sessões de ensaio ocorrendo em setembro de 2004, antes do grupo se separar pela terceira vez.
Em junho de 2007, Fripp anunciou que uma nova formação do King Crimson havia sido finalizada para a turnê do 40º aniversário da banda no ano seguinte. Além dos membros da encarnação de 2004, Gavin Harrison do Porcupine Tree foi adicionado como segundo baterista. A turnê ocorreu em agosto de 2008, após a qual os membros voltaram a se concentrar em outros projetos. Em setembro de 2013, apesar de afirmar no ano anterior que estava se aposentando, Fripp anunciou outra reforma do King Crimson. Além de Levin, Mastoletto e Harrison, a oitava formação foi confirmada para incluir o saxofonista e flautista Mel Collins, o novo guitarrista e vocalista Jakko Jakszyk e o terceiro baterista Bill Rieflin. Em março de 2016, Jeremy Stacey substituiu Rieflin para a turnê do ano, tornando-se um membro titular durante a parte de inverno da turnê. Rieflin passou a ser o primeiro tecladista em tempo integral da banda após seu retorno em janeiro de 2017.
Rieflin foi temporariamente substituído novamente para uma turnê de outono de 2017 por Chris Gibson. Para a turnê do 50º aniversário da banda em 2019, foi anunciado que Rieflin seria mais uma vez substituído temporariamente, desta vez por Theo Travis. No entanto, após um dia de ensaio, a banda optou por fazer a turnê de 2019 como um quarteto. As partes de Rieflin foram divididas entre outros membros da banda, com Jakszyk e Collins adicionando teclados a seus equipamentos no palco, e Levin mais uma vez usando o sintetizador que usou durante as turnês dos anos 1980. Rieflin morreu de câncer em 23 de março de 2020, reduzindo a formação a um septeto.
Em 8 de dezembro de 2021, a banda fez o último show de sua turnê "Music Is Our Friend", após a qual Fripp twittou que a banda havia "passado do som para o silêncio", Levin publicou em seu blog “Hoje a noite é o show final da turnê, e muito possivelmente o show final do King Crimson" . Nenhum anúncio foi ouvido da banda desde dezembro, embora Harrison tenha dito que não tem certeza se a banda acabou. Embora as formações de 2013-2021 sejam as formações mais antigas da história da banda, eles nunca lançaram nenhum material de estúdio, exceto "Fripp, Jakszyk & Collins' A Scarcity of Miracles" (apresentando Fripp, Jakszyk, Collins, Levin e Harrison ) e "Secrets & Lies" de Jakko Jakszyk (também com Fripp, Jakszyk, Collins, Levin e Harrison, e cuja maior parte do material foi escrito durante as sessões de composição de King Crimson). A banda não estava musicalmente ativa em 2022, com Fripp reafirmando que é improvável que a banda faça uma turnê novamente.

## Membros

### Formação final
| Imagem | Nome           | Período                                           | Instrumentos                                                                                 | Contribuições |
| ------ | -------------- | ------------------------------------------------- | -------------------------------------------------------------------------------------------- | --- |
|        | Robert Fripp   | 1968–1974 1981–1984 1994–2003 2008–2009 2013–2021 | guitarra teclados mellotron eletrônicos, samples e efeitos                                   | todos os lançamentos de King Crimson |
|        | Mel Collins    | 1970–1972 2013–2021 (músico de sessão em 1974)    | saxofones flauta flauta baixo mellotron (1971–72) teclados (2019–2021) backing vocals (1971) | todos os lançamentos do King Crimson de In the Wake of Poseidon (1970) a Earthbound (1972) Red (1974) – apenas uma faixa Ladies of the Road (2002) todos os lançamentos de Live at the Orpheum (2015) em diante |
|        | Tony Levin     | 1981–1984 1994–1998 2003 2008–2009 2013–2021      | baixo touch bass Chapman stick sintetizadores (1981-94, 2019–2021) backing vocals            | todos os lançamentos do King Crimson de Discipline (1981) a Three of a Perfect Pair: Live in Japan (1984), e de Vrooom (1994) até Live in Japan (1996) Absent Lovers: Live in Montreal (1998) Live in Mexico City (1999) The ProjeKcts (1999) Vrooom Vrooom (2001) todos os lançamentos de Live at the Orpheum (2015) em diante |
|        | Pat Mastelotto | 1994–2003 2008–2009 2013–2021                     | bateria eletrônica e acústica percussão acústica e eletrônica                                | todos os lançamentos do King Crimson de Vrooom (1994) a Live in Japan (1996), de Live in Mexico City (1999) a Vrooom Vrooom (2001) e de Happy with What You Have to Be Happy With (2002) em diante |
|        | Gavin Harrison | 2008–2009 2013–2021                               | bateria eletrônica e acústica percussão eletrônica e acústica                                | todos os lançamentos do King Crimson de Live at the Orpheum (2015) em diante |
|        | Jakko Jakszyk  | 2013–2021                                         | guitarra teclados (2019–2021) flauta vocais composição                                       | todos os lançamentos do King Crimson de Live at the Orpheum (2015) em diante |
|        | Jeremy Stacey  | 2016–2021                                         | bateria teclados backing vocals [ 40 ]                                                       | todos os lançamentos de King Crimson de Heroes (2017) em diante |

### Ex-integrantes
| Imagem | Nome                  | Período                                                      | Instrumentos                                                                                  | Contribuições |
| ------ | --------------------- | ------------------------------------------------------------ | --------------------------------------------------------------------------------------------- | --- |
|        | Peter Sinfield        | 1968–1971                                                    | composição shows de luzes sintetizador (1970-71)                                              | Todos os lançamentos de In the Court of the Crimson King (1969) a Islands (1971) |
|        | Michael Giles         | 1968–1970                                                    | bateria percussão backing vocals                                                              | In the Court of the Crimson King (1969) In the Wake of Poseidon (1970) Epitaph (1997) |
|        | Greg Lake             | 1968–1970 (falecido em 2016)                                 | baixo vocais                                                                                  | In the Court of the Crimson King (1969) In the Wake of Poseidon (1970) Epitaph (1997) |
|        | Ian McDonald          | 1968–1969 (músico de sessão em 1974) (falecido em 2022)      | saxofones flauta clarinete clarinete baixo teclados mellotron vibrafone backing vocals        | In the Court of the Crimson King (1969) Red (1974) – apenas duas faixas Epitaph (1997) |
|        | Peter Giles           | 1970                                                         | baixo                                                                                         | In the Wake of Poseidon (1970) |
|        | Gordon Haskell        | 1970 (músico de sessão no início de 1970) (falecido em 2020) | baixo vocais                                                                                  | In the Wake of Poseidon (1970) – apenas uma faixa Lizard (1970) |
|        | Andy McCulloch        | 1970                                                         | bateria                                                                                       | Lizard (1970) |
|        | Ian Wallace           | 1970–1972 (falecido em 2007)                                 | bateria percussão backing vocals                                                              | Islands (1971) Earthbound (1972) Ladies of the Road (2002) |
|        | Raymond "Boz" Burrell | 1971–1972 (falecido em 2006)                                 | baixo vocais                                                                                  | Islands (1971) Earthbound (1972) Ladies of the Road (2002) |
|        | Bill Bruford          | 1972–1974 1981–1984 1994–1997                                | bateria percussão                                                                             | todos os lançamentos do King Crimson de Larks' Tongues in Aspic (1973) a Live in Japan (1996), e de The Night Watch (1997) para The ProjeKcts (1999) Vrooom Vrooom (2001) |
|        | John Wetton           | 1972–1974 (falecido em 2017)                                 | baixo piano vocais violino [ 41 ]                                                             | todos os lançamentos do King Crimson de Larks' Tongues in Aspic (1973) a USA (1975) The Great Deceiver (1992) The Night Watch (1997) |
|        | David Cross           | 1972–1974                                                    | violino viola flauta teclados                                                                 | todos os lançamentos de King Crimson de Larks' Tongues in Aspic (1973) a USA (1975) |
|        | Jamie Muir            | 1972–1973                                                    | percussão bateria                                                                             | Larks' Tongues in Aspic (1973) |
|        | Adrian Belew          | 1981–1984 1994–2003 2008–2009                                | guitarra vocais bateria e percussão ocasionais composição                                     | todos os lançamentos do King Crimson de Discipline (1981) a Three of a Perfect Pair: Live in Japan (1984), de Vrooom (1994) a Live in Japan (1996), de Absent Lovers: Live in Montreal (1998) a Vrooom Vrooom (2001), e de Happy with What You Have to Be Happy With (2002) a Eyes Wide Open (2003) |
|        | Trey Gunn             | 1994–2003                                                    | guitarra Warr Chapman stick backing vocals touch bass baixo (1999–2003)                       | todos os lançamentos do King Crimson de Vrooom (1994) a Live in Japan (1996), de Live in Mexico City (1999) a Vrooom Vrooom (2001) e de Happy with What You Have to Be Happy With (2002) a Eyes Wide Open (2003)                                                                                    |
|        | Bill Rieflin          | (falecido em 2020)                                           | teclados, sintetizadores mellotron (2017–2019) bateria, percussão, backing vocals (2013–2016) | todos os lançamentos do King Crimson de Live at the Orpheum (2015) a Radical Action to Unseat the Hold of Monkey Mind (2016) Live in Chicago (2017) Meltdown: Live in Mexico City (2018) |

### Músicos de turnê
| Imagem | Nome         | Período | Instrumentos                      | Detalhes |
| ------ | ------------ | ------- | --------------------------------- | --- |
|        | Chris Gibson | 2017    | teclados sintetizadores mellotron | Gibson substituiu temporariamente Bill Rieflin durante uma turnê no outono de 2017. Ele aparece na segunda metade do disco de 2017 Audio Diary 2014-2018. |

### Músicos de sessão
| Imagem | Nome                 | Período            | Instrumentos                          | Contribuições                                                       |
| ------ | -------------------- | ------------------ | ------------------------------------- | ------------------------------------------------------------------- |
|        | Keith Tippett        | (falecido em 2020) | pianos elétricos e acústicos teclados | In the Wake of Poseidon (1970) Lizard (1970) Islands (1971)         |
|        | Robin Miller         | 1970–1971 1974     | oboe corne inglês                     | Lizard (1970) Islands (1971) Red (1974)                             |
|        | Mark Charig          | 1970–1971 1974     | corneta                               | Lizard (1970) Islands (1971) Red (1974)                             |
|        | Nick Evans           | 1970               | trombone                              | Lizard (1970)                                                       |
|        | Jon Anderson         | 1970               | vocais                                | Lizard (1970)                                                       |
|        | Paulina Lucas        | 1971               | vocais                                | Islands (1971)                                                      |
|        | Wilf Gibson          | 1971 (died 2014)   | violino                               | Islands (1971)                                                      |
|        | Harry Miller         | 1971 (died 1983)   | contrabaixo                           | Islands (1971)                                                      |
|        | Richard Palmer-James | 1973–1974          | composição                            | todos os lançamentos de Larks' Tongues in Aspic (1973) a Red (1974) |
|        | Eddie Jobson         | 1975               | violino piano elétrico                | USA (1975) (somente overdubs de estúdio)                            |

## Linha do tempo
Linhas pequenas = ProjeKcts
Linhas menores = Contribuição em sessão

## Formações
As alterações de membros são destacadas em negrito.

### King Crimson
| Período                                              | Membros | Lançamentos |
| ---------------------------------------------------- | --- | --- |
| Janeiro – dezembro de 1969                           | - Robert Fripp – guitarra - Peter Sinfield - composição, luzes - Michael Giles – bateria, percussão, backing vocals - Greg Lake – baixo, vocais - Ian McDonald – saxofone, flauta, clarinete, teclados, backing vocals | - In the Court of the Crimson King (1969) - Epitaph (1997) - In the Court of the Crimson King (1969) – 40th Anniversary edition – box set (2010) - The Complete 1969 Recordings – box set (2020) |
| Janeiro – abril de 1970                              | - Robert Fripp – guitarra, teclados, eletrônicos - Peter Sinfield - composição - Michael Giles – bateria - Greg Lake – vocais - Mel Collins – saxofone, flauta - Peter Giles – baixo | - In the Wake of Poseidon (1970) |
| Agosto – setembro de 1970                            | - Robert Fripp – guitarra, teclados, eletrônicos - Peter Sinfield - composição, EMS VCS 3 - Mel Collins – saxofone, flauta - Gordon Haskell – baixo, vocais - Andy McCulloch – bateria | - Lizard (1970) |
| Fevereiro – dezembro de 1971                         | - Robert Fripp – guitarra, teclados, eletrônicos - Peter Sinfield - composição, luzes, EMS VCS 3 - Mel Collins – saxofone, flauta, backing vocals e teclados - Boz Burrell – baixo, vocais - Ian Wallace – bateria, percussão, backing vocals | - Islands (1971) - Ladies of the Road (2002) (19 faixas) - Sailors' Tales (1970–1972) – 40th Anniversary edition – box set (2017) |
| Dezembro de 1971 – abril de 1972                     | - Robert Fripp – guitarra, teclados, eletrônicos - Mel Collins – saxofone, flauta, backing vocals e teclados - Boz Burrell – baixo, vocais - Ian Wallace – bateria, percussão, backing vocals | - Earthbound (1972) - Ladies of the Road (2002) (2 faixas) - Sailors' Tales (1970–1972) – 40th Anniversary edition – box set (2017) |
| Julho de 1972 – fevereiro de 1973                    | - Robert Fripp – guitarra, teclados, eletrônicos - Bill Bruford – bateria, percussão - John Wetton – baixo, vocais - David Cross – violino, viola, teclados - Jamie Muir – percussão | - Larks' Tongues in Aspic (1973) - Larks' Tongues in Aspic (1972–1973) – 40th Anniversary edition – box set (2012) |
| Fevereiro de 1973 – julho de 1974                    | - Robert Fripp – guitarra, teclados, eletrônicos - Bill Bruford – bateria, percussão - John Wetton – baixo, vocais - David Cross – violino, viola, teclados | - Starless and Bible Black (1974) - Red (1974) (1 faixa) - USA (1975) - The Great Deceiver – box set (1992) - The Night Watch (1997) - The Road to Red (1974) – 40th Anniversary edition – box set (2013) - Starless (1973–1974) – 40th Anniversary edition – box set (2014)                                                                            |
| Julho – setembro de 1974                             | - Robert Fripp – guitarra, teclados, eletrônicos - Bill Bruford – bateria, percussão - John Wetton – baixo, vocais | - Red (1974) - The Road to Red (1974) – 40th Anniversary edition – box set (2013) |
| Banda inativa setembro de 1974 – abril de 1981       | | |
| Abril de 1981 – julho de 1984                        | - Robert Fripp – guitarra, teclados, eletrônicos - Bill Bruford – bateria, percussão - Adrian Belew – guitar, lead vocals, lyrics - Tony Levin – bass, Chapman stick, backing vocals, synthesizers | - Discipline (1981) - Beat (1982) - Three of a Perfect Pair (1984) - The Noise: Frejus 1982 VHS (1984) - Three of a Perfect Pair: Live in Japan VHS (1984) - Absent Lovers: Live in Montreal (1998) - Neal and Jack and Me DVD (2004) - On (and off) The Road (1981–1984) – 40th Anniversary edition – box set (2016)                                   |
| Banda inativa de julho de 1984 – abril de 1994       | | |
| Abril de 1994 – Novembro 1997 (Double Trio)          | - Robert Fripp – guitarra, teclados, eletrônicos - Bill Bruford – bateria, percussão - Adrian Belew – guitarra, vocais, composição - Tony Levin – baixo, Chapman stick, backing vocals - Pat Mastelotto – bateria, percussão - Trey Gunn – guitarra Warr, Chapman stick, backing vocals                                                                                       | - Vrooom EP (1994) - Thrak (1995) - B'Boom: Live in Argentina (1995) - Thrakattak (1996) - Live in Japan VHS (1996) - Live in Mexico City (1999) - Déjà Vrooom DVD (1999) - Vrooom Vrooom (2001) - Live in Argentina, 1994 DVD (2012) - THRAK (1994–1997) – 40th Anniversary edition – box set (2014)                                                   |
| Banda inativa de novembro de 1997 – dezembro de 1999 | | |
| Dezembro de 1999 – Dezembro de 2003 (Double Duo)     | - Robert Fripp – guitarra, teclados, eletrônicos - Adrian Belew – guitarra, vocais, composição - Pat Mastelotto – bateria eletrônica, programação - Trey Gunn – guitarra Warr, touch bass, backing vocals | - The Construkction of Light (2000) - Heavy ConstruKction (2000) - Level Five EP (2001) - Happy with What You Have to Be Happy With EP (2002) - The Power to Believe (2003) - EleKtrik: Live in Japan (2003) - Eyes Wide Open DVD (2003) - The ReconstruKction of Light (2019) - Heaven & Earth (1997–2008) – 50th Anniversary edition – box set (2019) |
| Dezembro de 2003 – setembro de 2004                  | - Robert Fripp – guitarra, teclados, eletrônicos - Adrian Belew – guitarra, vocais, composição - Pat Mastelotto – bateria eletrônica, programação - Tony Levin – baixo, Chapman stick, backing vocals | nenhum |
| Banda inativa setembro de 2004 – junho de 2007       | | |
| Junho de 2007 – agosto de 2008                       | - Robert Fripp – guitarra, teclados - Adrian Belew – guitarra, vocais, composição - Pat Mastelotto – bateria, percussão - Tony Levin – baixo, Chapman stick, backing vocals - Gavin Harrison – bateria, percussão | - Heaven & Earth (1997–2008) – 50th Anniversary edition – box set (2019) |
| Banda inativa de agosto de 2008 – setembro de 2013   | | |
| Setembro de 2013 – março de 2016                     | - Robert Fripp – guitarra, teclados - Pat Mastelotto – bateria, percussão - Tony Levin – baixo, Chapman stick, backing vocals - Gavin Harrison – bateria, percussão - Mel Collins – saxofone, flauta - Jakko Jakszyk – guitarra, vocais, flauta, composição - Bill Rieflin – bateria, teclados, backing vocals                                                                | - Live at the Orpheum (2015) - Cyclops EP (2015) - Live in Toronto (2016) - Radical Action to Unseat the Hold of Monkey Mind (2016) - Audio Diary 2014–2018 – box set (2019) |
| Março de 2016 – janeiro de 2017                      | - Robert Fripp – guitarra, teclados - Pat Mastelotto – bateria, percussão - Tony Levin – baixo, Chapman stick, backing vocals, sintetizadores - Gavin Harrison – bateria, percussão - Mel Collins – saxofone, flauta, teclados - Jakko Jakszyk – guitarra, vocais, flauta, teclados, composição - Jeremy Stacey – bateria, teclados, backing vocals                           | - Heroes EP (2017) - Live in Vienna (2018) - Audio Diary 2014–2018 – box set (2019) |
| Janeiro de 2017 – abril de 2019                      | - Robert Fripp – guitarra, teclados - Pat Mastelotto – bateria, percussão - Tony Levin – baixo, Chapman stick, backing vocals, sintetizadores - Gavin Harrison – bateria, percussão - Mel Collins – saxofone, flauta, teclados - Jakko Jakszyk – guitarra, vocais, flauta, teclados, composição - Jeremy Stacey – bateria, teclados, backing vocals - Bill Rieflin – teclados | - Live in Chicago (2017) - Meltdown: Live in Mexico City (2018) - Audio Diary 2014–2018 – box set (2019) |
| Abril de 2019 – dezembro de 2021                     | - Robert Fripp – guitarra, teclados - Pat Mastelotto – bateria, percussão - Tony Levin – baixo, Chapman stick, backing vocals, sintetizadores - Gavin Harrison – bateria, percussão - Mel Collins – saxofone, flauta, teclados - Jakko Jakszyk – guitarra, vocais, flauta, teclados, composição - Jeremy Stacey – bateria, teclados, backing vocals                           | - Music is our Friend: Live in Washington and Albany, 2021 (2021) |

### Bandas paralelas
| Período                                                         | Membros | Lançamentos |
| --------------------------------------------------------------- | --- | --- |
| ProjeKct One (Dezembro de 1997)                                 | - Robert Fripp – guitarra - Trey Gunn – touch guitar - Tony Levin – baixo, Chapman stick, sintetizadores - Bill Bruford – bateria, percussão | - Live at the Jazz Café (1998) - Jazz Café Suite (2003) - Heaven & Earth Disc 4: ProjeKct One - London, 1997 (2019)                                                                                     |
| ProjeKct Two (Novembro de 1997 – Julho de 1998)                 | - Robert Fripp – guitarra, eletrônicos - Trey Gunn – touch guitar, sintetizadores de guitarra - Adrian Belew – bateria eletrônica | - Space Groove (1998) - Live Groove (1999) - Live in Northampton, MA, July 1, 1998 (2001) - Live in Chicago, IL, June 04–05, 1998 (2007) - Heaven & Earth Disc 5: ProjeKct Two - Baltimore, 1998 (2019) |
| ProjeKct Three (Março de 1999 e Março de 2003)                  | - Robert Fripp – guitarra - Trey Gunn – touch guitar - Pat Mastelotto – bateria eletrônica, programação | - Masque (1999) - Live in Austin, TX, 1999 (2003) - Live in Alexandria, Virginia, VA, March 3, 2003 (2007) - Heaven & Earth Disc 7: ProjeKct Three - Austin, 1999 (2019)                                |
| ProjeKct Four (Outubro – Novembro de 1998)                      | - Robert Fripp – guitarra - Trey Gunn – touch guitar - Pat Mastelotto – bateria eletrônica, programação - Tony Levin – baixo, Chapman stick | - West Coast Live (1999) - Live in San Francisco/The Roar of P4 (1999) - Heaven & Earth Disc 6: ProjeKct Four - San Francisco, 1998 (2019)                                                              |
| ProjeKct X (Dezembro de 1999 – Maio de 2000)                    | - Robert Fripp – guitarra, eletrônicos - Trey Gunn – touch guitar, guitarra barítono - Pat Mastelotto – bateria eletrônica, programação - Adrian Belew – guitarra, bateria eletrônica | - Heaven and Earth (2000) |
| 21st Century Schizoid Band(2002–2004)                           | - Jakko Jakszyk – guitarra, vocais, flauta, teclados - Peter Giles – baixo, backing vocals - Ian McDonald – saxofone alto, flauta, teclados, vocais - Mel Collins – saxofones, flauta, teclados, backing vocals - Michael Giles – bateria, percussão, vocais (2002–03) - Ian Wallace – bateria, percussão, vocais (2003–04) | - Official Bootleg Volume One (2002) - Live in Japan (2003) - Live in Italy (2003) - Pictures of a City: Live in New York (2006)                                                                        |
| ProjeKct Six (Outubro de 2006)                                  | - Robert Fripp – guitarra - Adrian Belew – bateria eletrônica | nenhum – Somente lançamentos do Collector's Club |
| Jakszyk, Fripp and Collins: A King Crimson ProjeKct (2010–2011) | - Robert Fripp – guitarra, eletrônicos - Jakko Jakszyk – guitarra, vocais, teclados - Mel Collins – saxofones, flauta - Tony Levin – baixo, Chapman stick - Gavin Harrison – bateria, percussão | - A Scarcity of Miracles (2011) |
| The Crimson ProjeKct (2011–2014)                                | - Tony Levin – Chapman stick, baixo, backing vocals - Adrian Belew – guitarra, vocais - Markus Reuter – touch guitar - Julie Slick – baixo - Pat Mastelotto – bateria, percussão - Tobias Ralph – bateria, percussão | - Official Bootleg Live 2012 (2013) - Live in Tokyo (2014) |